# 葉觀盛
葉觀盛（1846年—1902年），原籍中國廣東省台山市赤溪鎮、客家人，吉隆坡最後一任甲必丹（1890－1902），雪蘭莪州官委立法議員，吉隆坡首任華人潔净局委員，也是廣東義山創辦人之一。

## 早年
葉觀盛出生在農家，生活貧困，於是葉觀盛便在18歲那年，隨水客下南洋。

## 下南洋初期
到了馬來半島，葉觀盛在芙蓉的一家錫礦場做礦工。葉觀盛潔身自愛，所得積蓄除了償還水客墊付的旅費外，還將剩餘錢作為資本，改行做小生意。後來，他在芙蓉認識葉致英。並獲得後者的賞識與提攜。1887年，葉觀盛隨著葉致英來到吉隆坡發展，並協助葉亞來開發吉隆坡。

## 吉隆坡生涯
在吉隆坡，葉觀盛以經營礦業起家。1889年，他開設的礦場所僱勞工多達七千人，是當時雪蘭莪州內最大的礦主之一。該年，葉致英逝世，葉觀盛成為了吉隆坡第五任甲必丹。

## 甲必丹生涯
1892至1894年間，他利用甲必丹的頭銜，申請承包菸酒餉馬，獲利不少。1893年至1895年間，他開始賭館和當店。19世紀末，吉隆坡第一次進行城市重建計劃，將市區的亞答屋改建成磚瓦屋。葉觀盛眼光銳利，他斥資在15碑開設磚窯，大量供應建築磚瓦屋的磚瓦。15碑也應為該磚窯的出現，被英國人稱為“Brickfields”。除此之外，葉觀盛的業務甚至擴展到新加坡，並在新加坡羅敏申街開始一家規模宏大的商行“新興泰”。而葉觀盛在吉隆坡的電號“新就記”僅次於陸佑的“東興隆”。

## 慈善建設
葉觀盛也熱心於慈善事業。1881年，他捐巨資創建“培善堂”，施醫贈藥。1894年培善堂改名為同善醫院，葉觀盛更捐出茨廠街一間店屋，多為該醫院的不動產。1894年，他與幾位埠上的華裔領袖創建“大華樓”於“平民醫院”（Pauper Hospital）內，收容年邁無依的華裔，給予醫藥和生活的照顧。葉觀盛更出任“大華樓基金局委員會”主席，以維持“大華樓”的開銷。1900年3月印度發生嚴重災荒，葉觀盛也慷慨捐獻了一萬元。另外，葉觀盛也是吉隆坡維多利亞書院（Victoria Institution）的主要創辦人之一，以及建议于谐街广肇会馆设立“唐文义学”。為謀求同鄉福利，葉觀盛也獨資創立了赤溪會館。為處理華籍移民問題、工作、安頓等事宜，1890年雪蘭莪州當局成立勞工站（Cooli Depot），葉觀盛也是該站五人委員會的主席。

## 其他
馬來西亞政府為了紀念葉觀盛的貢獻，在吉隆坡分別以他和他店鋪的名字為街道命名，分別是“葉觀盛路”（Jalan Yap Kwan Seng）和“新就記路”（Jalan Sin Chew Kee）。